# The Girl from Arizona
The Girl from Arizona è un cortometraggio muto del 1910 diretto da Louis J. Gasnier, Theodore Wharton e Joseph A. Golden.
È l'esordio sullo schermo per l'attore e commediografo Hal Reid.

## Produzione
Il film fu prodotto da Theodore Wharton per la Pathé Frères. Fu il primo film prodotto dalla Pathé americana. Venne girato nei Pathé Studios e, per gli esterni, a Bound Brook, nel New Jersey. La presenza nel cast dell'attore Crane Wilbur è, in qualche modo controversa: mentre alcune fonti negano che abbia preso parte al film, il suo nome appare nel catalogo dell'AFI. In un'intervista del 1915 apparsa sul Motion Picture Magazine, lo stesso Wilbur dichiara di aver girato il film ma che, dopo averlo visto (era stata la sua prima apparizione sullo schermo), ne era rimasto deluso.

## Distribuzione
Distribuito dalla Pathé Frères, il film - un cortometraggio di 285 metri - uscì nelle sale cinematografiche statunitensi il 16 maggio 1910. In Francia fu distribuito con il titolo La Fille d'Arizona.